# Campionato francese di rugby a 15 1902-1903
Il Campionato francese di rugby a 15 di prima divisione 1902-1903 fu vinto dallo Stade français che sconfisse lo SOE Toulouse in finale.
Il Racing fu campione della regione della Senna avendo battuto il le Havre A.C., ma venne squalificato poiché Taylor, un suo giocatore inglese, non era qualificato per giocare. La finale venne dunque giocato dallo Stade français che superò anch'esso Le Havre  (14-0).
Le S.O.E.T fu campione della regione della Garonna dopo aver battuto le S.B.U.C. (8-3), e si qualificò alla finale battendo l'F.C. Lyon, campione della regione del Rodano (3-0).

## Finale
| Arbitro: | Robert Coulon |

| |            | |
| mete: Lesieur, Ancona Jérôme, Amand trasf.: Muhr 2 c.p.: Drop: | Marcatori  | mete: Fischer Fabrégat trasf.: Pujol c.p.: Drop: |
| M.Cheno Raoul Saulnier Guillaume Beaurin Fernando Ancona Émile Lesieur Henri Amand Stuart Forsyth Jack Muir (cap) M.Barbe Charles Beaurin Pierre Gaudermen Pierre Rousseau R.Holbert G.Poirier Georges Jérôme | Formazioni | François Jacoubet Augustin Pujol Bongras Auguste Fabregat Bories Denis Gaubain Arrascle Albert Cuillé Georges Merle Joannes Fischer G.Huggins Jean Lagaillarde Paul Bordreuil Camille Herbray Picart |